# Vollautonom
Die Vollautonom war eine Zeitung, die 1981 bis 1982 in Frankfurt am Main erschien und sich als Sprachrohr der Autonomen in Frankfurt verstand. Entstanden war die Zeitung ursprünglich als Protestreaktion auf die Berichterstattung der Zeitschrift Pflasterstrand und der dahinterstehenden Spontis. Daraus entstand ein Zeitungsprojekt, von dem acht Ausgaben erschienen. Inhaltlich waren Hausbesetzungen und der Versuch, den Schwarzen Block als Kriminelle Vereinigung juristisch fassbar zu machen, Themen. In weiteren Ausgaben bestimmten die Auseinandersetzung um die Startbahn West, der Hungerstreik der inhaftierten Mitglieder der Rote Armee Fraktion, sowie die innerhalb der Szene aktuellen Themen die Inhalte.